# 小南海水壩
小南海水壩是一個位於中华人民共和国重庆市长江流域、已取消建造的擬建水坝。該水壩原將附設功率達1760兆瓦的水力發電機組。水壩的初步建設於2012年3月29日開始，當時預期在2019年初步落成啓用，政府更為此進行了370億元人民币的總投資。然而，由於環境問題，項目在2015年3月30日被中华人民共和国生态环境部勒令取消。

## 背景及歷史
小南海水電站是1990年獲得中华人民共和国国务院批覆的《長江流域綜合利用規劃》中列出的項目之一。小南海水壩由當時主政重慶市、在2012年下台的薄熙来倡議，並由重庆市人民政府負責、由中国长江三峡集团公司建造，是重慶市“十一五”規劃中最重要的項目。小南海水壩位於重慶市上游40公里、長江三峽水壩上游700公里。前長江水利委員會水資源保護局局長翁立達表示，長江三峽水壩的高級管理人員因為此項目而屈服於重慶市政府方面的壓力。根據《南華早報》的報導，水壩項目之所以能夠順利地排除萬難，都是因為薄熙來的個人干預。2011年12月14日，中华人民共和国国务院批准縮小保護區的範圍，為小南海水壩的建造掃除障礙。2015年3月30日，中华人民共和国生态环境部發佈命令，宣佈取消小南海水壩項目，而小南海水壩項目對受保護地區的環境造成損害可能是發佈該命令的原因。水壩在同年4月初浮出水面。

## 爭議
環保人士強烈反對小南海水壩項目，並稱之“因政治動機而作出的決定”。小南海水壩項目對環境造成的影響、小南海水壩項目的低成本效益，以及薄熙來的秘密決策過程都令小南海水壩項目具有極高的爭議性。有338種淡水魚類在長江流域生活，其中189種正在現在是保護區的小南海水壩擬建位置生活，而當中的大多數並不在中華人民共和國境内的其他河流流域棲息。環保人士馬軍稱：“在眾多魚類問題專家眼中，該自然保護段都是一些瀕臨滅絕與本土魚類的最後一處棲息地。”香港大學淡水生態學教授杜德俊稱：“從河魚的角度來看，興建大壩實際上改變了一切。”《路透社》的報導形容小南海水壩項目“為長江珍稀魚類判死刑”。
長江水利委員會在2003年進行了一個正式的研究，而其結論是不建議興建小南海水壩，並稱小南海水壩“經濟回報不起眼”。小南海水壩項目每千瓦的花費是其他長江水壩項目的三倍：政府對小南海水壩項目的總投資達370億元人民幣，而其每千瓦的花費將會是13553元人民幣，比三峽水壩、溪洛渡水电站與向家壩水電站分別每千瓦4950元人民幣、3538元人民幣與5749元人民幣的花費也要高。在環保輿論聲音的壓力下，中央政府在2009年暫緩了小南海水壩項目。
小南海水壩的擬建位置是長江上游惟一的國家級魚類保護區。然而，在薄熙來主政重慶市時，重慶市人民政府已經試圖縮小長江沿岸的保護區，以排除建設大壩的阻礙。2011年12月14日，中华人民共和国国务院批准縮小保護區的範圍，為小南海水壩的建造掃除障礙，而保留地原本的大部分範圍也將會被淹沒。環保人士擔心小南海水壩項目將會嚴重影響保留地一帶的生物多樣性，並使中華鱘與白鲟等瀕臨滅絕的魚類滅絕。輿論對於先前與環保人士連成一綫反對小南海水壩項目及縮小鄰近保留地的範圍的中國大陸主要科學家的沉默予以痛批。